# رويس برن
رويس برن (بالإنجليزية: Royce Parran)‏ مواليد 4 أغسطس 1985 في شيكاغو، هو لاعب كرة سلة محترف أمريكي بدأ مسيرته الاحترافية في سنة 2007 يلعب في الدوري البلجيكي لكرة السلة الدرجة الأولى كلاعب هجوم خلفي ويحمل الرقم 12. يبلغ طوله 5 قدم 9 بوصة (1.8 م).

## روابط خارجية
- رويس برن على موقع كرة السلة الأوروبية.كوم (الإنجليزية)
- رويس برن على موقع كلية كرة السلة في سبورتس رفرنس.كوم (الإنجليزية)
- رويس برن على موقع ريلجم (الإنجليزية)
- رويس برن على موقع بروبوليرز (الإنجليزية)